# البدائية

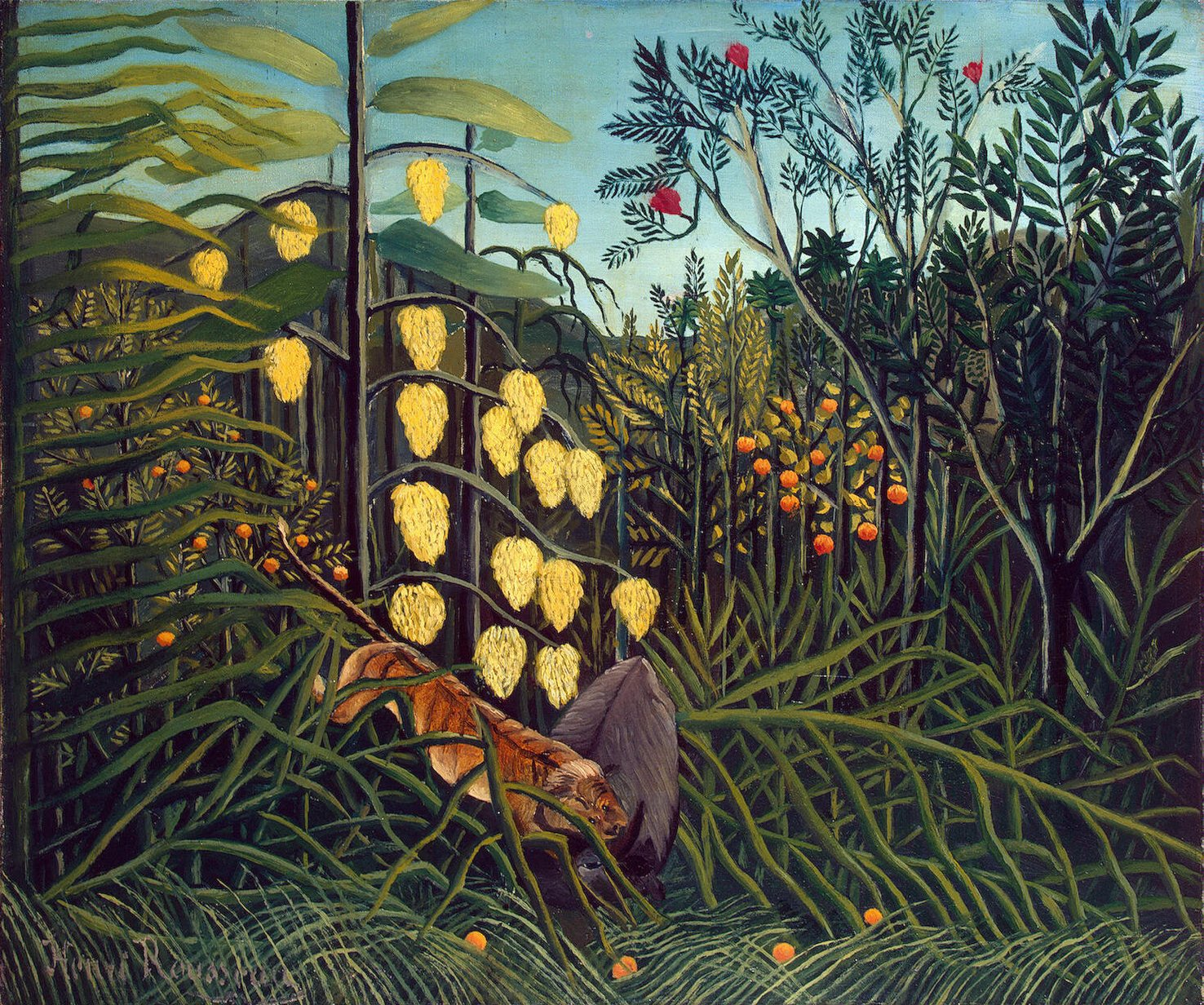
قتال بين نمر وجاموس في إحدى الغابات الاستوائية (1908–1909)، بقلم هنري روسو

البُدَائيَّة (بالإنجليزية: Primitivism)‏ أسلوب من أساليب المثالية الجمالية، يحاكي أو يطمح إلى إعادة إحياء التجربة «البُدَائيَّة». في الفن الغربي، استعارت البدائية استعارةً نمطية من غير الغربيين أو ممن عاشوا في مرحلة ما قبل التاريخ حيث يُعَدُّون «بُدائيين»، مثلما ضمه بول غوغان من الزخارف التاهيتية في اللوحات والسيراميك. إن المستوحيات التي أُخذت من الفن غير الغربي أصبحت مهمة لتطوير الفن الحديث. تم انتقاد البدائية بسبب استنساخ النماذج النمطية العنصرية التي تدور حول الشعوب غير الأوروبية التي استُخدمت من قبل الأوروبيين بغرض تبرير الغزو الاستعماري.
غالبًا ما ينطبق مصطلح «البدائية» على الرسامين المحترفين الذين يعملون بنمط الفن البسيط، أو الفلكلوري مثل: هنري روسو، ميخائيل لاريونوف، بول كلين وآخرين.

## فلسفة

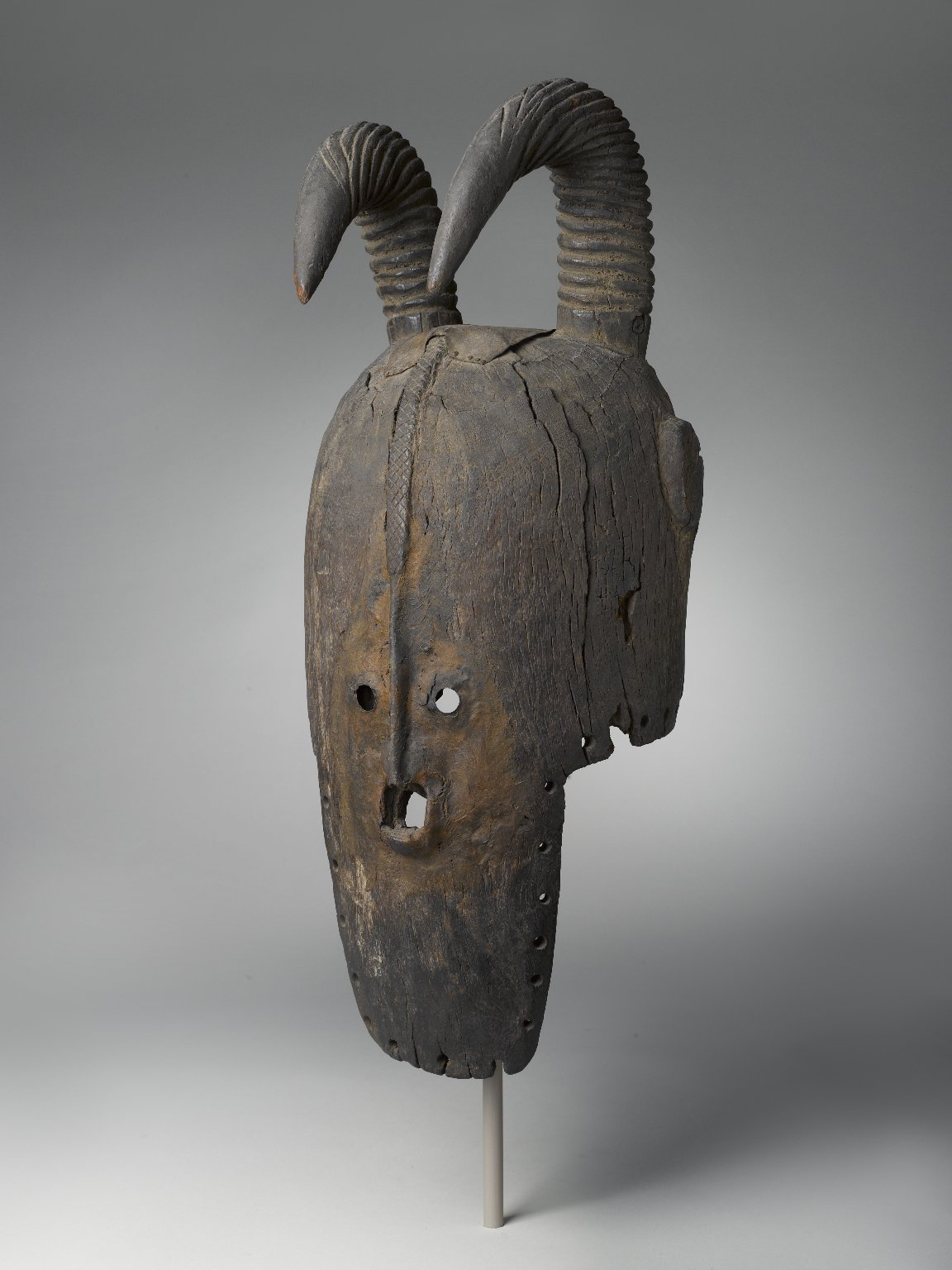
قناع بوبو بوركينا فاسو أوائل القرن التاسع عشر

إن البدائية فكرة خيالية تتميز بغائيتها العكسية. النهاية المثالية التي يتطلع إليها البدائيون غالبًا ما تكمن في «الحالة الطبيعية» الخيالية التي عاش فيها أجدادهم (البدائية الزمنية)، أو في الظروف الطبيعية المفترضة للشعوب التي تعيش خارج «الحضارة» (البدائية الثقافية).
إن رغبة الشخص «المتحضر» في العودة إلى «الحالة الطبيعية» طويلة وممتدة كالحضارة ذاتها. في العصور القديمة، تجلى تفوق الحياة «البدائية» بشكلٍ أساسي فيما يُدعى بخرافة العصر الذهبي، الموجود في الشعر الأوروبي والفن البصري الذي يُعرف بالرعوي. المثالية البدائية موجودة بين الدافع المكتسب الجديد مع بداية الصناعة واللقاء الأوروبي مع الشعوب المجهولة إلى الوقت الحالي بعدما استعمرت الأمريكتين، والمحيط الهادئ، وأجزاء أخرى مما سيصير نظامًا امبراطوريًا حديثًا.
خلال عصر التنوير وبصورة أساسية، استخدمت مثالية الشعوب الأصلية كأداة بيانية لانتقاد جوانب المجتمع الأوروبي. في عالم الجماليات، وبرغم ذلك، كان الفيلسوف والمؤرخ ورجل القانون الإيطالي غريب الأطوار جيامباتيستا فيكو (1688-1744) أول من نادى بقرب الشعوب البدائية من مصادر الشعر والإلهام الفني أكثر من الإنسان «المتحضر» أو الحديث. كان فيكو يكتب في سياق المناقشة الشهيرة المعاصرة، التي تعرف بالجدال الكبير بين القدماء والحديثين. واشتملت تلك المجادلة على النقاشات التي تتمحور حول مزايا شعر هوميروس والإنجيل مقابل الأدب الدارج الحديث.
في القرن الـ18، قام الباحق الألماني فريدريش آوغست فولف بتحديد الهوية المميزة للأدب الشفوي واعتبر هوميروس والإنجيل كأمثلة للتقاليد الفلكلورية أو الشفوية (Prolegomena to Homer, 1795).. طورت أفكار فيكو وفولف بعد ذلك في بداية القرن الـ19 على يد هردر. مع ذلك، وبرغم تأثيرها في الأدب، كانت هذه المجادلات معروفة بين عدد قليل من المتعلمين، وكان تأثيرها محدود أو غير موجود في نطاق الفنون البصرية.
شهد القرن الـ19 للمرة الأولى ميلاد النزعة التاريخية، أو القدرة على الحكم لى مختلف الحقب الزمنية من خلال سياقاتهم ومعاييرهم. نتيجة لذلك، نشأت مدارس جديدة في الفن البصري كانت تتطلع لبلوغ مستويات غير مسبوقة من الأمانة التاريخية في البيئة والأزياء. جاءت الكلاسيكية الجديدة في الفن البصري والمعمار كنتيجة واحدة. كانت هناك حركة أخرى كالحركة «التاريخية» وهي الحركة النصرانية في ألمانيا، التي استلهمت ما يُدعى بمدرسة اللوحات الدينية «البدائية» الإيطالية (مثال: قبل عصر رافائيل واكتشاف الرسم بالزيت).
بينما استخدم الرسم التقليدي الأكاديمي (بعد رافائيل) التلوين الداكن، الأشكال المثالية، والمختارة بعناية شديدة والطمس الشديد للتفاصيل، استخدم أصحاب الحركة النصرانية الخطوط الواضحة، الألوان اللامعة، واعتنوا جدًا بالتفاصيل. كانت المدرسة الإنجليزية هي نظيرة تلك المدرسة الألمانية قبل حركة رافائيل، حيث كانوا ملهمين بشدة بكتابات جون راسكن النقدية، الذي أبهر الرسامين فيما قبل رافائيل (مثل بوتيتشيلي) وأوصى هو الآخر بالرسم الخارجي، الذي لم يُسمع به حتى الآن.
هز عالم الفن البصرى في القرن التاسع عشر مرحلتين من التطور. المرحلة الأولى كان اختراع الكاميرا الفوتوغرافية، والذي يقال أنه حفز تطور الواقعية في الفن. والمرحلة الثانية كان اكتشاف جديد في عالم الرياضيات في الهندسة غير الإقليدية، وهذا الاكتشاف أطاح بثوابت عمرها 2000 سنة في الهندسة الإقليدية ووضعت منظور عصر النهضة التقليدي تحت السؤال باقتراح احتمالية وجود عوالم متعددة الأبعاد ووجهات نظر قد تبدو فيها الأمور مختلفة بشدة.
احتمالية وجود عوالم ذات أبعاد جديدة كان لهُ تأثير عكس التصوير الفوتوغرافى وعمل على مواجهة الواقعية. لاحظ الفنانين، وعلماء الرياضيات، والمثقفون الآن أنه كان هناك طرق أخرى لرؤية الأشياء وراء تلك التي النظم التي تعلموها في كليات الفنون الجميلة للرسم الأكاديمى، التي شرحت منهج دراسى متزمت مبنى على نقل القوالب الكلاسيكية المثالية وافتخروا بمنظور عصر النهضة كتتويج للحضارة والمعرفة. أما أكاديميات الفنون الجميلة التي عقدتها الشعوب غير الغربية لم يكن لديها فن أو كان عندها فن ردئ فقط.
في الثورة على المذهب المتزمت، بدأ الفنانون الغربيون في محاولة لوصف وُقوع ربما توجد فقط في عالم وراء حدود العالم الثلاثى الأبعاد للتصوير التقليدى عن طريق النحت الكلاسيكى. نظروا إلى الفن اليابانى والصينى، واعتبروهم متعلمين ورفيعى الثقافة ولم يوظفوا منظور النقطة الواحدة لعصر النهضة. أدهش المنظور غير الإقليدى والفن القبلى الفنانين الغربيين الذين رأو فيهم تصوير سحرى للعالم الروحى. كما نظروا أيضا لفن الرسامون غير المدربون ولفن الأطفال، والذين ظنوا أنه يصور الواقع العاطفي الداخلي الذي كان موضع تجاهل في الرسم الأكاديمي التقليدي على غرار كتاب الطبخ.
كما ناشدت الفنون القبلية والأخرى الغير أوروبية هؤلاء الذين لم يكونوا سعيدين بالجوانب القمعية للثقافة الأوروبية، كما فعل الفن الرعوى لألفيات. أيضا تقليد الفن القروى أو القديم يقع أيضا في نفس الفئة «التاريخية» للقن التاسع عشر، حيث تسعى هذه التقليدات لإعادة صنع هذ الفن بطريقة أصيلة. تمت منح جوائز من قبل هواه للجمع وفنانين مبدعين لأمثلة حقيقية من الفن القروى، القديم والشعبى.
يتم الاستشهاد كثيرا بلوحات بول غوغان وبابلو بيكاسو وبموسيقى إيغور سترافينسكي كأبرز الأمثلة على البدائية في الفن. The Rite of Spring ل سترافينسكي هي «بدائية» بقدر ما حيث أن موضوعها المبرمج هو طقوس وثنية، تضحية بشرية في روسيا قبل المسيحية. إنه يستخدم تنافر قاسي وإيقاعات عالية متكررة لتصوير الحداثة "Dionysian"، على سبيل المثل: التخلي عن الكبح (الكبح يمثل الحضارة). ومع ذلك، كان سترافينسكي سيد التقاليد الكلاسيكية المتعلمة والعمل ضمن حدودها. في عمله في وقت لاحق تبنى الكلاسيكية الجديدة "Apollonian"، لاستخدام مصطلح نيتشه، على الرغم من رفضه لعرف القرن ال 19 في استخدامه للواقعية. في الفن البصرى الحديث، يُفهم عمل بيكاسو أيضا على أنه رفض للتوقعات الفنية لكليات الفنون الجميلة ويعبر عن الدوافع البدائية، سواء كان يعمل في الفن التكعيبى أو الكلاسيكية الجديدة أو الفن المتأثر بالقبلية.